# Església parroquial de la Mare de Déu de les Neus (Montfort)
L'església parroquial de la Mare de Déu de les Neus, és l'església principal de la població de Montfort, d'estil gòtic, construïda en el segle xv (encara que la seua construcció i ampliacions van durar fins al segle xviii) a la muntanya del castell, sobre les restes de l'antiga fortalesa, el castell de Montfort.

## Origen
L'origen de l'assentament és molt antic, pot ser que des de temps de les primeres poblacions iberes, i la seua funció sempre va ser bàsicament defensiva. Així es va mantenir sota el domini àrab i en els primers temps de la Reconquesta.

## Arquitectura

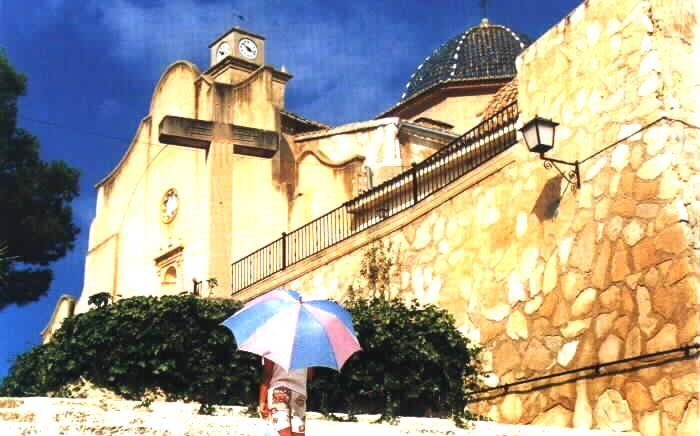
Mare de Déu de les Neus. Vista des del castell.Foto 1994.

Des de la seua primera construcció, ja com a Església, ha sofert nombroses modificacions. La primera es va fer entre 1710 i 1712, afectant a la remodelació del cos de la nau on es troba la portada principal, obra del mestre picapedrer d'Alacant José Terol el Major, que presenta dos cossos separats per un entaulament corregut, freturós de decoració.
Entre els anys 1771-1772 es va procedir a l'ampliació i eixample del creuer i la portada lateral de l'església, obra del mestre paleta d'Alacant Vicente Mingot, que presenta un sol cos i amb un entaulament llis, sense cap mena de decoració, indicant clarament el pas cap al neoclassicisme.

### Torre anterior alseglexiii
És de gran importància la Torre-Campanar, restaurada en 1998. Es tracta d'una torre tardogòtica de carreu, amb una altura màxima de 30 m, que va quedar constituïda com a campanar de la primitiva església parroquial Santa Maria del Castell.

## Curiositats
- A la plaça que dona accés a l'escalinata de l'Església (plaça Sant Pasqual) va viure durant alguns anys -segle XVI- Sant Pasqual Bailón, patró dels Congressos Eucarístics.[2]
- En aquesta església va rebre les aigües baptismals el cèlebre marí montfortí Jordi Joan i Santacília al segle xviii.